# Popolazione mendeliana
Una popolazione mendeliana è definita come un gruppo di individui interfertili (o interfecondi) che condividono un insieme di geni in comune. Questo insieme di geni, e quindi il totale di tutti gli alleli, rappresenta la struttura genetica di una popolazione ed è definito pool genico.
Le popolazioni mendeliane costituiscono le unità di studio nella genetica delle popolazioni. In realtà non esistono precisi limiti di separazione tra due popolazioni mendeliane adiacenti a causa di un flusso genico più o meno consistente tra di esse.